# Vasilij Danilovič Laptev
Vasilij Danilovič Laptev (rusko Василий Данилович Лаптев), ruski general, * 1758, † 1825.
Bil je eden izmed pomembnejših generalov, ki so se borili med Napoleonovo invazijo na Rusijo; posledično je bil njegov portret dodan v Vojaško galerijo Zimskega dvorca.

## Življenje
5. januarja 1776 je vstopil v Preobraženski polk in istega leta je bil premeščen v Izmailovski polk; 1. januarja 1789 je bil kot stotnik premeščen v Tambovski pehotni polk. 
Med rusko-turško vojno (1787-91) je bil ranjen in 1. marca 1790 premeščen v Astrahanski grenadirski polk. 1. aprila 1791 je bil povišan v majorja ter premeščen v 1. bataljon Buški lovski korpus. Leta 1797 je bil korpus razpuščen in Laptev je bil premeščen v 12. lovski bataljon. V letih 1792-94 se je boril proti Poljakom.
12. julija 1798 je postal poveljnik Rjažskega mušketirskega polka in 11. oktobra 1799 je bil povišan v polkovnika. 10. januarja 1802 je postal poveljnik 8. lovskega polka, s katerim se je udeležil bojev proti Francozom. Zaradi zaslug med bitko pri Austerlitzu je bil 18. januarja 1806 povišan v generalmajorja in imenovan za poveljnika 21. lovskega polka, s katerim se je boril leta 1807 v Prusiji. 
30. avgusta 1808 je postal vojaški guverner Ezela. 25. januarja 1809 je zapustil vojaško službo. 
Ob pričetku velike patriotske vojne je sodeloval pri organiziranju milicije in 8. avgusta 1812 je postal poveljnik 8. pehotnega kozaškega polka moskovske milicije. 25. avgusta istega leta pa je že postal poveljnik 2. brigade 11. pehotne divizije. Po bitko za Borodino je postal poveljnik 23. pehotne divizije; decembra 1813 je bil na ukaz Kutuzova poslan v Nižni Novgorod z nalogo, da organizira vojaške transporte. 
V kampanji leta 1813 je poveljeval 21. in 24. pehotni diviziji. Zaradi zaslug v bitki pri Leipzigu je bil 8. oktobra istega leta povišan v generalporočnika.
21. decembra 1815 je bil upokojen zaradi zdravstvenih težav. 17. januarja 1818 je bil ponovno aktiviran kot poveljnik 25. pehotne divizije (slednja je bila 20. maja 1820 preimenovana v 1. pehotno divizijo). 19. oktobra 1921 je bil dokončno upokojen.